# Новосеменівка (Генічеський район)
Новосеме́нівка —  село в Україні, в Іванівській селищній громаді Генічеського району Херсонської області. Населення становить 590 осіб.

## Історія
Засноване в 70-80-х рр. ХІХ ст. Село назване ім'ям селянина Семена Лабезного, який дістав дозвіл аж з губернської канцелярії на ґрунти для майбутнього поселення. За радянських часів було перейменоване в Новосеменівку.
12 червня 2020 року, відповідно до розпорядження Кабінету Міністрів України № 713-р «Про визначення адміністративних центрів та затвердження територій територіальних громад Запорізької області», увійшло до складу Іванівської селищної громади.
17 липня 2020 року, в результаті адміністративно-територіальної реформи та ліквідації Іванівського району, село увійшло до складу Генічеського району.
24 лютого 2022 року село тимчасово окуповане російськими військами під час російсько-української війни.

## Населення
Згідно з переписом УРСР 1989 року чисельність наявного населення села становила 671 особа, з яких 312 чоловіків та 359 жінок.
За переписом населення України 2001 року в селі мешкали 582 особи.

### Мова
Розподіл населення за рідною мовою за даними перепису 2001 року:
| Мова       | Відсоток |
| ---------- | -------- |
| українська | 88,14 %  |
| російська  | 7,46 %   |
| молдовська | 2,37 %   |
| циганська  | 1,86 %   |
| білоруська | 0,17 %   |